# Torremocha de Jadraque
Torremocha de Jadraque – gmina w Hiszpanii, w prowincji Guadalajara, w Kastylii-La Mancha, o powierzchni 11,17 km². W 2011 roku gmina liczyła 31 mieszkańców.